# 心理學研究方法列表
在心理學研究中，根據資料的種類、資料的來源、資料的收集及取樣方法的不同，常採用各種不同的研究方法。
質性取向的心理學研究指的是利用田野調查或訪談法等過程取得的資料進行研究；量化取向的心理學研究則是指透過統計方法或或數學模型進行研究。在今日的心理學中，兩者間的差異已不再由研究主題決定，而是由研究方法決定。
下列為心理學研究的主要類型：
- 描述性研究（英语：Descriptive research）：以描述一個現象或狀況為目的所進行的研究。
- 實驗性研究：透過操縱變項，以找出起因與效應間關係為目的所進行的研究。

在實驗心理學研究中，又可分為下列三種主張：
- 相關性主張
- 因果性主張
- 頻率性主張

下列是心理學中幾種常見的實驗設計與資料收集方法：
- 檔案研究（英语：Archival research）
- 個案研究
- 電腦模擬（建立模型）
- 內容分析法
- 事件取樣（英语：Event sampling methodology）
- 實驗，參見實驗設計、實驗心理學
- 田野調查
- 訪談法
- 後設分析
- 神經成像
- 觀察性研究
- 方案評估
- 準實驗設計（英语：Quasi-experiment）
- 自陳量表
- 問卷調查
- 雙生子研究

根據收取資料的時間點不同，研究方法也會隨之改變：
- 橫向研究（英语：Cross-sectional study）
- 縱向研究
- 前瞻性研究
- 回溯性研究（英语：Prospective cohort study）

根據研究對象的不同可分為：
- 人體試驗
- 動物試驗